# بارتو إس. ويكس
بارتو إس. ويكس هو محامي وقاضي وسياسي أمريكي، ولد في 25 أبريل 1861، وتوفي في 3 فبراير 1922.

## وصلات خارجية
- بارتو إس. ويكس على موقع أوليمبيديا (الإنجليزية)